# Chauvincourt-Provemont
Chauvincourt-Provemont – miejscowość i gmina we Francji, w regionie Normandia, w departamencie Eure.
Według danych na rok 1990 gminę zamieszkiwało 248 osób, a gęstość zaludnienia wynosiła 23 osoby/km² (wśród 1421 gmin Górnej Normandii Chauvincourt-Provemont plasuje się na 657. miejscu pod względem liczby ludności, natomiast pod względem powierzchni na miejscu 307.).